# San Sebastián Bernal
Pour les articles homonymes, voir San Sebastián et Bernal.
San Sebastián Bernal est un village de l'état mexicain de Querétaro, dans la commune de Ezequiel Montes, et connu par être localisé au pied du Peña de Bernal.

## Historique
L'actuel village de Bernal, a été fondé en 1647 par le lieutenant Alonso Cabrera.[réf. nécessaire]

## Localisation et démographie
Bernal se trouve à 52 kilomètres au nord-est de la ville de Santiago de Querétaro, la capitale de l'état. Ezequiel Montes se trouve environ à 20 kilomètres au sud-est.
Les résultats du recensement de 2005 réalisé par l'Institut National de Statistique et Géographie ont donné une population totale de 3 750 habitants, desquels 1 816 sont des hommes et 1 934 femmes; ce qui en fait la troisième localité plus peuplée de Ezequiel Montes.